# Weekend (film)
Weekend – polska komedia kryminalna w reżyserii Cezarego Pazury. Premiera filmu odbyła się 6 stycznia 2011 roku.

## Fabuła
Max (Paweł Małaszyński) i „Gula” (Michał Lewandowski) przeżywają najbardziej zwariowane dwa dni w swoim życiu. Ci dwaj przystojni gangsterzy, przez dwie tajemnicze walizki, wplączą się w największą zadymę w mieście. „Big deal” będą chcieli zrobić nie tylko błyskotliwi gangsterzy, ale również nowy gang Cyganów, krwawy „Norman” (Paweł Wilczak) i seksowna kilerka Maja (Małgorzata Socha), była dziewczyna Maxa. Gangsterom przez cały czas po piętach deptał będzie stary policyjny wyga - Komisarz (Jan Frycz) i debiutujący w wydziale kryminalnym - młodszy aspirant Malinowski (Antoni Królikowski).

## Obsada
- Paweł Małaszyński – Max
- Małgorzata Socha – zabójczyni Maja
- Michał Lewandowski – „Gula”
- Jan Frycz – komisarz
- Paweł Wilczak – Norman
- Piotr Miazga – Cygan
- Antoni Królikowski – mł. asp. Malinowski
- Radosław Pazura – Borys
- Tomasz Tyndyk – Johnny
- Anna Karczmarczyk – „Młoda”, dziewczyna „Guli”
- Olaf Lubaszenko – Czeski
- Tomasz Sapryk – Sasza
- Adrianna Biedrzyńska – matka mł. asp. Malinowskiego
- Piotr Siejka – szef
- Filip Bobek – playboy
- Ryszard Dreger – mężczyzna I
- Mirosław Kropielnicki – recepcjonista
- Andrzej Andrzejewski – Stefan
- Krzysztof Pyziak – Cygan II
- Grzegorz Stelmaszewski – Cygan III
- Robert Martyniak – Cygan IV
- Waldemar Wilkołek – Łysy
- Bartłomiej Myca – ochroniarz
- Krzysztof Mika – ochroniarz
- Grzegorz Jurek – ochroniarz
- Robert Brzeziński – ochroniarz
- Kornelina Dzikowska – dziewczyna „Guli” z pieskiem
- Alicja Szopińska – dziewczyna „Guli”
- Jan Heba – znajomy barman
- Sławomir Sulej – barman w gejowskiej knajpie
- Michał Wójcik – Chemik
- Michał Szewczyk – lokaj Normana
- Agnieszka Jaskółka – dziewczyna z toalety
- Amelia Radecka – dziewczyna z toalety
- Norbert Kaczorowski – policjant z hotelu i hali fabrycznej
- Paweł Domagała – policjant z hali fabrycznej
- Błażej Pieczonka – posterunkowy
- Mariusz Pilawski – klient „Jedynka”
- Magdalena Jaworska – recepcjonistka z pensjonatu
- Marek Nędza – partner Johnny’ego
- Sławomir Małyszko – Bin Laden
- Paweł Pilszka – Rosjanin
- Jacek Długosz – Rosjanin
- Tomasz Krzeminecki – Rosjanin
- Tomasz Krzyżanowski – mężczyzna
- Stefan Wójcicki – mężczyzna
- Krzysztof Sztabiński – mężczyzna
- Piotr Dziarski – samobójca
- Michał Wojciechowski - policjant w holu i w stołówce
- Edyta Pazura - dziewczyna Johnny’ego

## Produkcja
Zdjęcia do filmu trwały od kwietnia do czerwca 2010 roku, powstały w Łodzi (m.in. na stacji Łódź Fabryczna), Wrocławiu i Piorunowie.

## Nagrody
W 2012 r. Weekend zdobył dwa Węże − nagrody przyznawane dla najgorszych polskich filmów, będące odpowiednikiem amerykańskich Złotych Malin. Film Pazury zdobył Węże w kategoriach: Aktor (Paweł Małaszyński) oraz Komedia, która nie śmieszy.

## Krytyka
Postać homoseksualna, w filmie odegrana przez Tomasza Tyndyka, spotkała się z negatywnym przyjęciem widzów. Uznana została za sztampową i odzwierciedlającą niekorzystne stereotypy. Sam film również zebrał negatywne recenzje. Według Łukasza Muszyńskiego (filmweb.pl), „Weekend” trąci taką tandetą, jakby nakręciła go grupa amatorów, którzy dostali od wujka z Ameryki pokaźny spadek i dlatego mogli sobie pozwolić na wynajęcie znanych aktorów i drogich kamer. Weekend nazywany był najgorszym filmem roku 2010.